# Florida (Ohio)

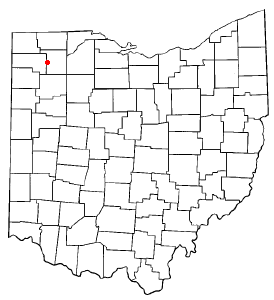
Florida na planie stanu Ohio

Florida – wieś w USA, w hrabstwie Henry, w stanie Ohio.
W roku 2010, 2,8% mieszkańców było w wieku poniżej 18 lat, 7,8% było w wieku od 18 do 24 lat, 23,6% było od 25 do 44 lat, 26,2% było od 45 do 64 lat, a 19,4% było w wieku 65 lat lub starszych. We wsi było 46,1% mężczyzn i 53,9% kobiet.
Liczba mieszkańców w 2010 roku wynosiła 232.